# Capitales de Québec
 (juin 2022).
Si vous disposez d'ouvrages ou d'articles de référence ou si vous connaissez des sites web de qualité traitant du thème abordé ici, merci de compléter l'article en donnant les références utiles à sa vérifiabilité et en les liant à la section « Notes et références ».
Les Capitales de Québec sont une équipe professionnelle de baseball basée à Québec, au Québec (Canada). L'équipe fait partie de la Ligue Frontière. Fondée en 1998 pour rejoindre la Ligue Northern (en) l'année suivante, l'équipe se joint ensuite à huit autres formations dissidentes de la Northern pour former en 2003 la Ligue Northeast (en), qui devient en 2005 la Ligue Can-Am. Les Capitales en font partie jusqu'à sa fusion avec la Ligue Frontière en 2019.
Le domicile de l'équipe est le Stade Canac, un stade de 4 297 places situé dans le parc Victoria. Les Capitales ont compté parmi leurs rangs seize vétérans des ligues majeures, dont Éric Gagné récipiendaire du trophée Cy Young. Aussi, deux lanceurs recrues, Jeff Harris (en) et Andrew Albers, ont atteint les ligues majeures après avoir joué pour les Capitales.
L'équipe récolte 10 titres de championnat au cours de son existence, dont 7 au sein de la Ligue Can-Am.

## Histoire

### Mise en place de l'équipe
Au printemps 1998, Miles Wolff, président de la Ligue Northern (en), propriétaire du magazine Baseball America et icône incontestée de l'industrie, annonce la venue d'une équipe de baseball professionnelle à Québec. Wolff avait acquis la même année les Blue Ox (en) de Bangor (Maine) avec l'intention de déménager la franchise dans la capitale québécoise. Si Wolff avait déjà détenu des équipes de ligues mineures et indépendantes auparavant, les Capitales étaient sa première expérience de gestion des opérations. Wolff annonce ensuite l'embauche de l'ancien voltigeur Nick Belmonte à la direction des opérations, de l'excentrique mais réputé Van Schley au poste de recruteur,, de l'ancien troisième but Jay Ward au poste de gérant et de Michael Dumas, joueur d'impact ayant atteint le niveau AA dans le circuit de développement des Brewers de Milwaukee.

### Au sein des ligues Northern et Northeast
En 1999, lors de leur première saison, les Capitales récoltent 43 victoires et 43 défaites et ratent les séries de championnat. Le lanceur Michel Laplante est le joueur de l'année : nommé sur l'équipe-étoile, il est nommé meilleur lanceur de la ligue. Il est aussi le favori des partisans, devenant le visage de l'organisation grâce à sa « personnalité attachante ». Au terme de la saison, son contrat est racheté par le Lynx d'Ottawa, filiale de niveau AAA des Expos de Montréal.
L'équipe récolte 48 victoires et 37 défaites au cours de la saison 2000. Elle participe aux séries éliminatoires, mais elle est éliminée en première ronde par les Lumberjacks d'Adirondack (en), qui remporte le championnat cette-année-là. L'année est marquée par le rachat des contrats de deux lanceurs-étoile. Libéré par les Lynx, Michel Laplante, revient lancer à Québec ; il est de nouveau recruté par le baseball affilié en juin, cette fois par les Braves de Richmond. Luis Ramos, lanceur de l'année, est recruté en décembre par l'organisation des Brewers de Milwaukee pour jouer dans sa filiale de niveau A.
Les Capitales évoluent au sein de la Ligue Northern jusqu'au terme de la saison 2002. Pour leur saison 2003 et 2004, ils forment l'une des équipes de la Ligue Northeast. Le 6 octobre 2004, la Ligue Northeast devient la Ligue Can-Am.

### Au sein de la Ligue Can-Am
En 2006, les Capitales remportent leur premier championnat de la Ligue Can-Am. En finale, ils parviennent à vaincre le Rox de Brockton 3 victoires à 2. Au cours de sa saison 2008, l'équipe est en compétition pour la première fois de son histoire contre une autre équipe canadienne (les Rapidz d'Ottawa). De plus, pour la première fois, un lanceur de l'équipe (Orlando Trias) réalise l'exploit d'un match sans point ni coup sûr.
Au début de la saison 2009, les Capitales de Québec annoncent l'embauche de deux anciens joueurs des Ligues majeures de baseball, les Québécois Éric Gagné, récipiendaire du trophée Cy Young en 2003, et Pierre-Luc Laforest. Puis, le 25 août 2009, Eddie Lantigua, détenteur de plusieurs records de l'équipe et joueur apprécié des partisans, quitte pour sa part la formation, à la suite d'un différend l'opposant au gérant Michel Laplante. Malgré le départ, et en raison notamment de la contribution de Gagné et Laforest, les Capitales parviennent néanmoins à remporter le championnat 2009 de la Ligue Can-Am, le 2e de leur histoire. Depuis 2009, les Capitales ont remporté cinq championnats consécutifs; en 2009 contre les Tornadoes de Worcester; en 2010, contre les Colonials de Pittsfield; en 2011, 2012 et 2013 contre les Jackals du New Jersey.
L'organisation a ensuite été vendue le 25 octobre 2010 au Groupe Vertdure du propriétaire Jean Tremblay. Les Capitales était l'équipe la plus titrée de la Ligue Can-Am avec sept titres de championnat des séries d'après-saison.
Depuis 2010, leur gérant est Patrick Scalabrini, lui-même un ancien porte-couleurs de l'équipe.
À la suite du transfert des Expos de Montréal à Washington, en 2004, les Capitales deviennent la seule équipe professionnelle pratiquant ce sport au Québec, jusqu'à la fondation des Aigles de Trois-Rivières en 2013.

### Au sein de la Ligue Frontière
Le 16 octobre 2019, les ligues Can-Am et Frontière se fusionnent. Les Capitales sont admis dans cette ligue pour la saison 2020.
En 2020, les Capitales sont passés à la Ligue Frontière à la suite de la fusion de la Can-Am League avec la Ligue Frontière. Cependant, en raison de la Pandémie de COVID-19 et de la fermeture prolongée de la Frontière canado-américaine, la ligue a annoncé que les Capitales (ainsi que les Aigles de Trois-Rivières) ne pourraient pas concourir pour la saison 2020 (qui a ensuite été annulée). Le club a annoncé plus tard qu'il avait l'intention d'organiser une ligue distincte au Québec pour l'été comme alternative, mais ces plans ont finalement été abandonnés par les deux clubs.
En 2021, les Capitales ont de nouveau vu leur saison annulée en raison de la fermeture en cours de la Frontière canado-américaine. Les joueurs canadiens signés par les Titans d'Ottawa et les Aigles de Trois-Rivières ont eu l'opportunité de se joindre aux Capitales (qui ont commencé la saison en tant qu'équipe itinérante connue sous le nom d'Équipe Québec, jouant exclusivement aux États-Unis), tandis que tous les autres joueurs non canadiens de l'alignement étaient sous réserve d'un projet de dispersion parmi les 13 équipes basées aux États-Unis.
En 2022, à leur première saison dans la Ligue Frontière, en tant qu'équipe locale de Québec, les Capitales effectuent leurs premiers pas dans cette nouvelle ligue. Les Capitales réussissent à remporter le championnat des séries, un huitième championnat dans l'histoire de l'équipe et un trophée dans une deuxième ligue. Ils réalisent de nouveau l'exploit en 2023 et 2024 à la maison.
Le 30 octobre 2024, le président Michel Laplante annonce son départ des Capitales après 25 ans de services pour l'équipe depuis ses débuts.

### Domicile

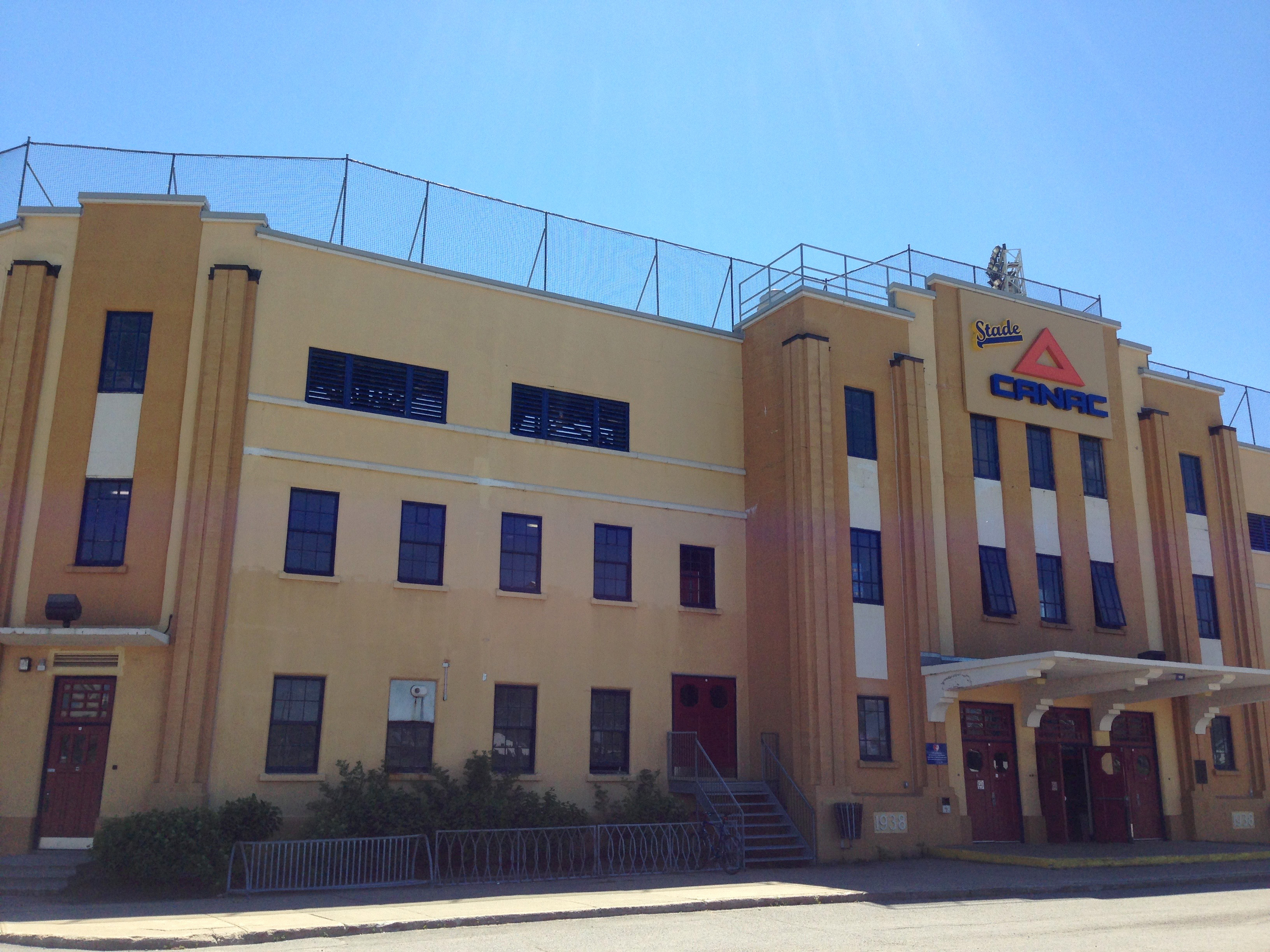
Stade Canac

Les Capitales jouent leurs matchs locaux au Stade Canac. Au cours des années 90, devant l'absence d'une équipe de baseball professionnelle à Québec, l'édifice est passé près de la démolition. Un Comité de relance du stade contribue alors à sauvegarder l'édifice, et l'arrivée des Capitales en 1999 a contribué à sa pérennisation,. En 2023, la ville annonce le financement de la rénovation du stade, bien que le fondateur et ancien propriétaire de l'équipe, Miles Wolff, ait suggéré que la construction d'un nouveau stade pour l'équipe serait éventuellement inévitable,.

## Championnats des séries

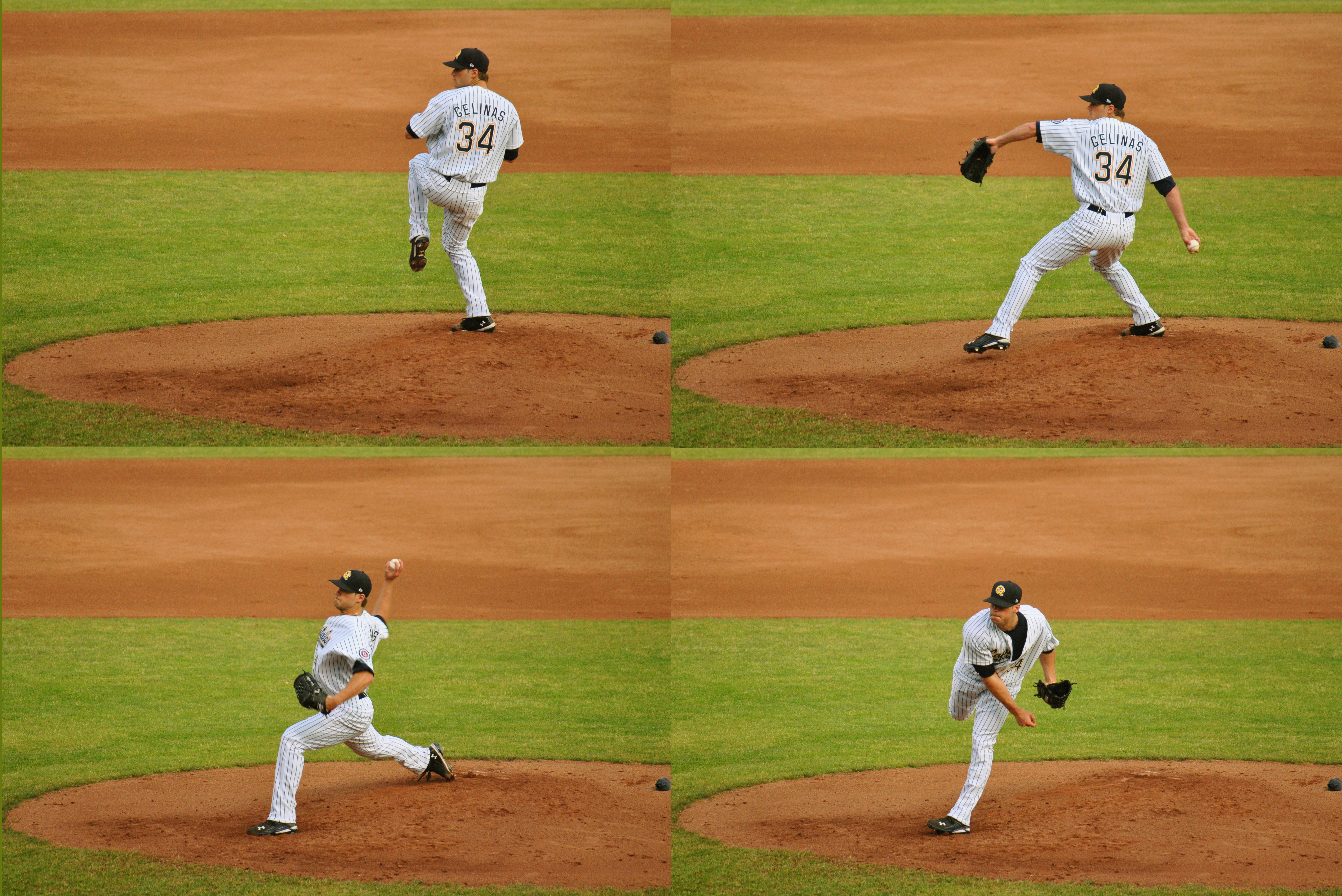
Le lanceur Karl Gélinas en action

Depuis leur première conquête en 2006, les Capitales sont 10 fois champions des séries éliminatoires en vingt-cinq ans.

### Ligue Can-Am
- 2006 (contre Brockton)
- 2009 (contre Worcester)
- 2010 (contre Pittsfield)
- 2011 (contre New Jersey)
- 2012 (contre New Jersey)
- 2013 (contre New Jersey)
- 2017 (contre Rockland)

### Ligue Frontière
- 2022 (contre Schaumburg)
- 2023 (contre Evansville)
- 2024 (contre Washington)

## Gérants
- 1999-2001 : Jay Ward [22]
- 2002 : Andy McCauley
- 2003 : Joe Ferguson
- 2004 : Darren Bush (en)
- 2005-2009 : Michel Laplante
- 2010-présent : Patrick Scalabrini

## Saison par saison
Statistiques au 17 septembre 2023
| Saison | Ligue     | Division   | Saison régulière | Saison régulière | Saison régulière | Saison régulière           | Séries                                                                                                  |
| Saison | Ligue     | Division   | Victoire         | Défaite          | % Victoire       | Rang                       | Séries                                                                                                  |
| ------ | --------- | ---------- | ---------------- | ---------------- | ---------------- | -------------------------- | --- |
| 1999   | Northern  | Nord       | 43               | 43               | .500             | 3e                         | non qualifiés                                                                                           |
| 2000   | Northern  | Nord       | 48               | 37               | .565             | 2e                         | Défaite en première ronde (Lumberjacks d'Adirondack) 3-1                                                |
| 2001   | Northern  | Nord       | 44               | 47               | .484             | 2e                         | non qualifiés                                                                                           |
| 2002   | Northern  | Nord       | 52               | 38               | .578             | 1er                        | Défaite en première ronde (Lumberjacks d'Adirondack) 3-2                                                |
| 2003   | Northeast | Nord       | 49               | 40               | .551             | 3e                         | Défaite en première ronde (Spirit de North Shore) 3-0                                                   |
| 2004   | Northeast | Nord       | 58               | 34               | .630             | 1er                        | Défaite en première ronde (Spirit de North Shore) 3-2                                                   |
| 2005   | Can-Am    | Nord       | 59               | 33               | .552             | 1er                        | Victoire en première ronde (Rox de Brockton) 3-0 Défaite en finale (Tornadoes de Worcester) 3-0         |
| 2006   | Can-Am    | aucune     | 44               | 44               | .500             | 1er                        | Victoire en première ronde(Spirit de North Shore) 3-2 Victoire en finale (Rox de Brockton) 3-2          |
| 2007   | Can-Am    | aucune     | 49               | 45               | .521             | 5e                         | non qualifiés                                                                                           |
| 2008   | Can-Am    | aucune     | 58               | 36               | .617             | 1er                        | Victoire en première ronde(Surf d'Atlantic City) 3-1 Défaite en finale (Skyhawks de Sussex) 3-0         |
| 2009   | Can-Am    | aucune     | 53               | 41               | .563             | 3e                         | Victoire en première ronde(Rox de Brockton) 3-1 Victoire en finale (Tornadoes de Worcester) 3-1         |
| 2010   | Can-Am    | aucune     | 57               | 37               | .606             | 1er                        | Victoire en première ronde (Jackals du New Jersey) 3-0 Victoire en finale (Colonials de Pittsfield) 3-1 |
| 2011   | Can-Am    | aucune     | 64               | 26               | .711             | 1er                        | Victoire en première ronde (Rox de Brockton) 3-0 Victoire en finale (Jackals du New Jersey) 3-1         |
| 2012   | Can-Am    | aucune     | 66               | 34               | .660             | 1er                        | Victoire en finale (Jackals du New Jersey) 4-1                                                          |
| 2013   | Can-Am    | aucune     | 56               | 42               | .571             | 1er                        | Victoire en finale (Jackals du New Jersey) 4-3                                                          |
| 2014   | Can-Am    | aucune     | 46               | 50               | .479             | 3e                         | non qualifiés                                                                                           |
| 2015   | Can-Am    | aucune     | 54               | 42               | .563             | 2e                         | Défaite en première ronde (Jackals du New Jersey) 3-2                                                   |
| 2016   | Can-Am    | aucune     | 56               | 44               | .560             | 3e                         | Défaite en première ronde (Boulders de Rockland) 3-2                                                    |
| 2017   | Can-Am    | aucune     | 65               | 35               | .650             | 1er                        | Victoire en première ronde (Miners de Sussex County) 3-0 Victoire en finale (Boulders de Rockland) 3-0  |
| 2018   | Can-Am    | aucune     | 58               | 44               | .569             | 2e                         | Victoire en première ronde (Boulders de Rockland) 3-1 Défaite en finale (Miners de Sussex County) 1-3   |
| 2019   | Can-Am    | aucune     | 36               | 59               | .379             | 6e                         | non qualifiés                                                                                           |
| 2020   | Frontière | aucune     | -                | -                | -                | -                          | Saison annulée (Pandémie de COVID-19)                                                                   |
| 2021*  | Frontière | Atlantique | 52               | 44               | .542             | 1er en division Atlantique | Défaite en première ronde (Wild Things de Washington) 3-2                                               |
| 2022   | Frontière | Est        | 62               | 34               | .646             | 1er en division est        | Victoire en première ronde (Titans d'Ottawa) 2-1 Victoire en finale (Boomers de Schaumburg) 3-1         |
| 2023   | Frontière | Est        | 60               | 35               | .632             | 1er en division est        | Victoire en première ronde (Jackals du New Jersey) 2-1 Victoire en finale (Otters d'Evansville) 3-2     |
| 2024   | Frontière | Est        | 64               | 32               | .667             | 1er en division est        | Victoire en première ronde (Titans d'Ottawa) 2-1 Victoire en finale (Wild Things de Washington) 3-1     |

2021: Joués en tant qu’Équipe Québec, une équipe regroupant les Capitales, les Aigles de Trois-Rivières et des Titans d’Ottawa jouant dans la Ligue Frontière.

## Records

### Records collectifs offensifs
- Le plus d'apparitions au bâton dans une saison : 3 505 (2012)
- Le plus de points marqués en une saison : 592 (2012)
- Le plus de buts sur balle reçu en une saison : 421 (2013)
- Le plus de circuits en une manche : 5 (11 août 2011)
- Plus de circuits consécutifs en une manche : 4 (11 août 2011)

### Records collectifs au monticule
- Le plus de victoires en une saison : 65[23] (2012)
- Le plus de sauvetages en une saison : 33 (2015)
- Plus de frappeurs atteints en un match : 5 (29 août 2006, 3 juin 2014 et 21 août 2014)
- Plus de buts sur balles en un match : 14 (9 juillet 2006)
- Plus de coups sûrs alloués en une manche : 11 (20 août 2013)
- Plus de points alloués en une manche : 13 (13 juillet 2007)

### Records individuels en offensive
- Plus de points marqués en un match : 6, Ivan Naccarata (26 juillet 2010)
- Buts totaux, saison : 231, Eddie Lantigua (2005)
- Circuits, saison : 31, Eddie Lantigua (2005)
- Circuits, manche : 2, Eddie Lantigua (21 août 2005), Bobby Wagner (11 août 2011), Balbino Fuenmayor (17 juin 2014)
- Grands chelems, saison : 3, Eddie Lantigua (2005)
- Points produits, saison : 112, Eddie Lantigua (2005)
- Moyenne de puissance, saison : .645, Eddie Lantigua (2005)
- Ballons sacrifices, saison : 11, Rene Leveret (2013)
- Buts sur balles intentionnels, saison : 10, Eddie Lantigua (2007)

### Records individuels en défensive
- Victoires, saison : 15, Jeff Duda (2012)
- Points alloués, manche : 10, Jason Benson (22 juillet 2005)
- Frappeurs atteints, saison : 28, Zach Staniewicz (2014)
- Match sans point ni coup sûr : Orlando Trias (24 août 2008 c. Nashua)
- Match d’un seul coup sûr : Keith Dunn (24 juillet 2007 c. Sussex), Luis Valdez (11 juin 2008 c. Worcester), Jeff Duda (18 juin 2012 c. Worcester)

## Assistance
| Saison | Parties                                             | Total                                               | Moyenne                                             |
| ------ | --------------------------------------------------- | --------------------------------------------------- | --------------------------------------------------- |
| 2010   | 45                                                  | 147 978                                             | 3 288                                               |
| 2011   | 49                                                  | 149 330                                             | 3 048                                               |
| 2012   | 49                                                  | 152 663                                             | 3 116                                               |
| 2013   | 47                                                  | 141 396                                             | 3 008                                               |
| 2014   | 42                                                  | 121 305                                             | 2 888                                               |
| 2015   | 51                                                  | 130 510                                             | 2 559                                               |
| 2016   | 53                                                  | 146 946                                             | 2 773                                               |
| 2017   | 50                                                  | 141 923                                             | 2 838                                               |
| 2018   | 53                                                  | 126 483                                             | 2 386                                               |
| 2019   | 50                                                  | 119 060                                             | 2 381                                               |
| 2020   | Saison annulée en raison de la Pandémie de Covid-19 | Saison annulée en raison de la Pandémie de Covid-19 | Saison annulée en raison de la Pandémie de Covid-19 |
| 2021*  | 10**                                                | 22 882                                              | 2 288                                               |
| 2022   | 51                                                  | 130 414                                             | 2 557                                               |
| 2023   | 55                                                  | 166 916                                             | 3 035                                               |
| 2024   | 48                                                  | 164 925                                             | 3 436                                               |

```
*assistance limitée à 2 800 spectateurs.
```

```
**matchs au 
Stade Canac
.
```

## Baseball Majeur
Depuis les débuts de l'équipe en 1999, plus de 510 joueurs ont évolué pour l'équipe. Deux lanceurs ont fait le tremplin vers les Ligues majeures de baseball. Il s'agit d'Andrew Albers et de Jeff Harris (en).
Depuis les débuts de l'équipe, 15 joueurs ayant évolué dans les Ligues majeures de baseball se sont alignés avec les Capitales. 
- MItch Lyden - Marlins de Miami - 1999 avec les Capitales
- Jose Nunez - Dodgers de Los Angeles - Padres de San Diego - 2001 avec les Capitales
- Darryl Motley - Royals de Kansas City - Braves d'Atlanta - 2002 avec les Capitales
- Juan Melo - Giants de San Francisco - 2004 avec les Capitales
- Marty Janzen - Blue Jays de Toronto - 2005 avec les Capitales
- Éric Cyr - Padres de San Diego - 2006-2007 avec les Capitales
- Éric Gagné - Dodgers de Los Angeles, Rangers du Texas, Red Sox de Boston, Brewers de Milwaukee - 2009 avec les Capitales
- Pierre-Luc Laforest - Devil Rays de Tampa Bay - Padres de San Diego - Phillies de Philadelphie - 2009-2012 avec les Capitales
- Steve Green  - Angels d'Anaheim - 2010 avec les Capitales
- Troy Cate - Cardinals de Saint-Louis - 2010 avec les Capitales
- Maxim Saint-Pierre - Tigers de Détroit - 2012 avec les Capitales
- Mark Marksberry - Braves d'Atlanta - 2017 avec les Capitales
- Josh Vitters - Cubs de Chicago - 2018 avec les Capitales
- Dustin Molleken - Tigers de Détroit - 2019 avec les Capitales
- Scott Richmond - Blue Jays de Toronto - 2019 avec les Capitales

## Numéros retirés
- 42 - Jackie Robinson - retiré par les Ligues majeures de baseball et respecté par le baseball affilié.
- 31 - Eddie Lantigua - retiré le 17 juin 2010
- 34 - Karl Gélinas- retiré le 27 juillet 2024
- 18 - Sébastien Boucher - retiré le 18 août 2024

## Logos et uniformes
Les couleurs officielles des Capitales de Québec sont le bleu et le jaune. Le logo officiel est fait de la lettre «Q», stylisée et de couleur or. Le dessin d'une balle de baseball (un cercle blanc parcouru de traits rouges, soit les coutures de la balle) constitue l'«intérieur» de la lettre. Une petite fleur de lys bleue apparaît au centre de ce dessin. Un second logo représente le nom de l'équipe «Capitales» de style lettres attachées bleues, incluant un contour jaune.
Le premier logo de l'équipe était composé d'un losange blanc (la forme de l'avant-champ d'un terrain de baseball) parcouru de rayures verticales bleues. Dans le haut du losange, apparaît une fleur de lys bleue, rappel de l'identité québécoise de l'équipe. Dans le bas du losange, toujours en bleu, figure le dessin d'un marbre de terrain de baseball. Au centre du losange, entre la fleur de lys et le marbre, les mots «Capitales», «de» et «Québec» se succèdent de haut en bas. Les mots «Capitales» et «de» apparaissent en bleu, le premier en caractères beaucoup plus gros, de façon à dépasser les contours du losange. Le mot «Québec», quant à lui, est inscrit en blanc, sur le dessin d'un ruban bleu.
Le premier logo des Capitales fut conçu par le graphiste Daniel Moisan.

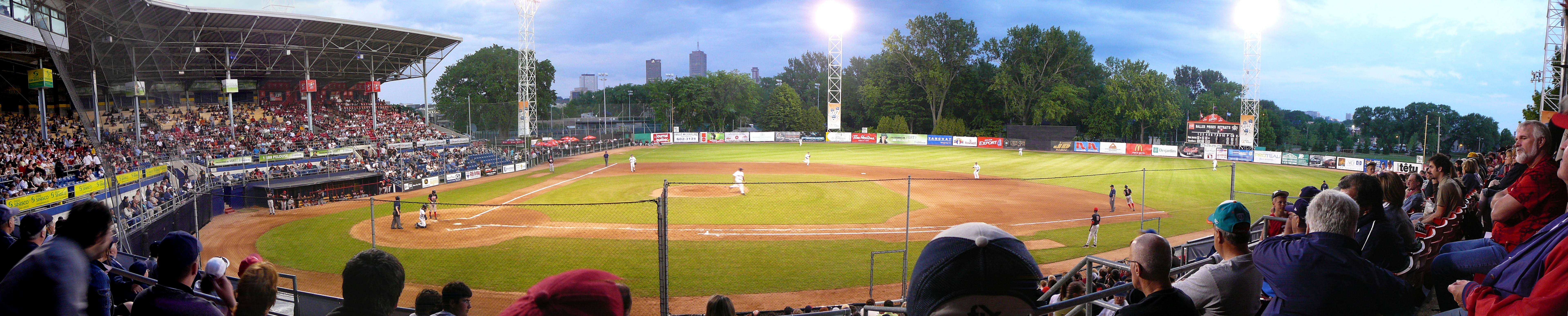
Match des Capitales contre New Jersey au Stade Municipal de Québec.

## Couverture médiatique
Dans la presse écrite, l'actualité des Capitales de Québec est couverte par les quotidiens régionaux Le Journal de Québec et Le Soleil.
Les matchs sont d'abord radiodiffusés à CHYZ-FM, puis, de 2004 à 2013, le reportage est retransmis sur les ondes de CHRC. De 2013 à 2015, la diffusion des matchs est assurée par la station CHEQ-FM,. François Paquet commente les matches dès 2006, accompagné jusqu'en 2011 de l'ancien analyste des Expos de Montréal sur les ondes de CKAC, Jacques Doucet,. La description des matchs retourne à CHYZ à partir de la saison 2016.
Dès la saison 2014, les parties sont aussi disponibles en sons et images sur internet.